# Darvin Moon
Pour les articles homonymes, voir Moon.
Darvin Moon, né le 1er octobre 1963 à Oakland (Maryland) et mort dans cette même ville le 19 septembre 2020, est un joueur américain de poker.

## Biographie
Darvin Moon est un exploitant forestier de 45 ans quand il se qualifie pour le main event des World Series of Poker 2009, en remportant un satellite à 130 $ l'entrée. Il ne possède pas Internet, ni ordinateur.
Il prend l'avion en vol commercial pour la première fois pour aller jouer le main event à Las Vegas,.
Darvin Moon fait partie des 9 finalistes de cet événement. Il est alors le joueur ayant le plus de jetons possédant un tiers des jetons de la table. Il perd en tête-à-tête final contre Joe Cada et remporte 5 180 000 $ à l'issue du tournoi pour sa deuxième place,.